# Deník Impuls
Deník Impuls poprvé vyšel 12. května 2003. Hlásil se ke konceptu tzv. informativního bulvárního média, jeho vzorem byly úspěšné rakouské noviny Neue Kronen Zeitung a slovenský Nový čas. Kromě stylu prezentace informací (krátké zprávy, velké obrázky) od nich Impuls převzal i princip „dvojité titulní strany“ (kromě jedné standardní „zadní“ upoutávala na sportovní zpravodajství.
Vydavatelem novin se stala dceřiná firma patřící do skupiny Mediaprint & Kapa Pressegrosso. Tato firma, snažící se konkurovat v distribuci tisku PNS, byla zase součástí německého mediálního koncernu WAZ sídlícího v Essenu. Jednatelem skupiny v Česku byl podnikatel Ivan Kaufmann.
Počáteční náklad byl stanoven na 200 tisíc výtisků. Noviny se ale od začátku potýkaly s nedostatečným zajištěním ze strany vydavatele: podle dobové analýzy sice na odbyt šla zhruba třetina tištěného nákladu, nedostatečná byla ale marketingová podpora novin. Vydavatel také příliš dlouho spoléhal na vlastní distribuční síť, ta ale byla nedostatečná: noviny se dostaly na stánky konkurenční PNS až v srpnu, což už bylo příliš pozdě.

## Obchodní spory
Na začátku vzniku novin byl spor Mediaprintu s PNS reprezentovanou některými vydavateli novin (Ringier, Vltava Labe Press, Mafra), kteří přestali dodávat svoje tituly do sítě Mediaprintu. Narychlo sestavená redakce tak měla na postavení novin, které měly českou větev WAZ zachránit, jen 34 dní. Výsledkem tak byl informativní přehled agenturních zpráv bez výraznějšího vlastního obsahu.
Ihned po vzniku Deníku Impuls mu válku vyhlásila i společnost Londa provozující Rádio Impuls. Na základě svého tvrzení, že lidé si pletou rádio Impuls s Deníkem Impuls dosáhla soudního zákazu vydávání novin pod původním názvem. Noviny se tak musely přejmenovat na Deník Inpuls.

## Přeměna v opravdový bulvár
V srpnu 2003 vystřídal Zdeňka Fekara na pozici šéfredaktora Jiří Bigas. Jeho snahou bylo přitáhnout pozornost čtenářů Blesku bulvárně zpracovávanými politickými tématy. Když se ani to neosvědčilo, začaly noviny vycházet v brutálně bulvární podobě: přibyla červená barva a rozebírání skandálů společenských celebrit.

## Podezřelý krach
V sobotu 11. října 2003 noviny vyšly naposledy. Podle analýzy mediálního odborníka Jaroslava Kovaříka Deník Impuls vytvořil ztrátu ve výši 77,2 milionů korun. Zánik novin vyvolal spor vydavatele s jeho zaměstnanci, kteří jej podezírali z účelového bankrotu. Krátce po oznámení ukončení vydávání novin se totiž Kaufmann stal stoprocentním vlastníkem Mediaprintu, který do té doby ze 63 % ovládal německý WAZ: podle expertů tak skutečným cílem mohlo být nikoli vydávání prosperujících novin, ale naopak snížení tržní hodnoty podílu v Mediaprintu, což mělo německé vlastníky přimět k ochotě distribuční společnost prodat.
Deník Impuls skončil v konkursním řízení, které se vleklo další tři roky. Věřitelský výbor složený převážně z bývalých redakčních zaměstnanců pak průběžně informoval o průběhu konkursu na speciálních webových stránkách, kde mj. rozkryli podezřelé pozadí vztahu konkursní soudkyně Evy Hodačové a správce konkursní podstaty Karla Kudláčka, který se později stal také soudcem.